# Gaetanus minutus
Gaetanus minutus är en kräftdjursart som först beskrevs av Georg Ossian Sars 1907.  Gaetanus minutus ingår i släktet Gaetanus och familjen Aetideidae. Inga underarter finns listade i Catalogue of Life.